# Шишумара (индуизм)
Шишумара (санскрит. Çiçumâra, буквально: «детей [çiçu] + смерть [mâra]»: индийское туземное название морской свиньи) — в древнеиндийской астрономии так называется планетная сфера, имеющая — по описанию Вишну-пураны — вид морской свиньи, в сердце которой сидит Вишну, а на хвосте — Дхрува, или Полярная звезда.
По учению индийских астрономов, «когда Дхрува обращается вокруг себя, она заставляет также вращаться Солнце, месяц и остальные планеты. Лунные созвездия также следуют за ней по её кругообразному пути, ибо все небесные светила в действительности соединены с Полярной звездой воздушными связями».